# Marietta Auer
Marietta Auer (* 1972 in München) ist eine deutsche Rechtswissenschaftlerin.

## Leben und Wirken
Marietta Auer studierte ab 1989 Rechtswissenschaft an der Ludwig-Maximilians-Universität München und legte 1995 das erste und 1997 das zweite Juristische Staatsexamen ab. In dieser Zeit war sie sowohl studentische als auch wissenschaftliche Mitarbeiterin am Lehrstuhl von Claus-Wilhelm Canaris. Im Anschluss folgte 2000 der Master of Law an der Harvard Law School sowie 2001 die Zulassung zum „Attorney at Law“ in New York. Sie wurde 2003 unter Canaris promoviert mit einer Dissertation zum Thema Materialisierung, Flexibilisierung, Richterfreiheit: Generalklauseln im Spiegel der Antinomien des Privatrechtsdenkens. Anschließend begann Auer das Studium der Philosophie und Soziologie in München und erwarb 2008 den Magistergrad (M.A.).
Auer habilitierte sich 2012 unter Canaris mit der Schrift Der privatrechtliche Diskurs der Moderne in den Bereichen Bürgerliches Recht, Rechtsphilosophie, Handels- und Gesellschaftsrecht, Rechtsvergleichung sowie Europäisches Privatrecht an der Ludwig-Maximilians-Universität München und erwarb dort ihre Venia legendi. Ebenfalls in diesem Jahr erlangte sie an der Harvard Law School den Titel Doctor of Juridical Science.
2013 wurde sie auf die Professur für Bürgerliches Recht und Rechtsphilosophie an der Justus-Liebig-Universität Gießen berufen. Von 2016 bis 2019 war sie dort Dekanin des Fachbereichs Rechtswissenschaft. Das Jahr 2019/2020 verbrachte sie am Wissenschaftskolleg zu Berlin.
Seit 2020 ist sie Direktorin am Max-Planck-Institut für Rechtsgeschichte und Rechtstheorie in Frankfurt am Main, wo sie eine Abteilung für Rechtstheorie aufgebaut hat. Aktuell ist sie dessen geschäftsführende Direktorin. Seit Januar 2022 ist sie zudem Honorarprofessorin an der dortigen Goethe-Universität.

## Tätigkeitsschwerpunkte
Aufgrund ihrer eigenen Erfahrung mit den juristischen Staatsexamina engagierte sich Auer für die verbesserte Vorbereitung der Studierenden auf die juristischen Staatsprüfungen als Leiterin der Examensrepetitorien an der LMU in München.
Inhaltlich arbeitete sie einen rechtssoziologischen Schwerpunkt auf die Dogmatik des Privatrechts heraus. Dabei geht es ihr um die als spezifisch kontinentaleuropäisch empfundene wissenschaftliche Durchdringung der Rolle des Individuums in der heutigen, technisch geprägten und durch Daten bestimmten Gesellschaft. Sie arbeitet „immer schon“ aus „Interesse an der modernen Gesellschaft, zu der das Privatrecht der Schlüssel sei: Wir definieren uns als Private. Autonomie, Privatheit, Individuum, Person“.

## Auszeichnungen
- Fakultätspreis der Juristischen Fakultät der LMU München (2004)
- Juristisches Buch des Jahres (2005, 2015)
- Preis für gute Lehre an Bayerns Universitäten (2006)
- Preis der Berlin-Brandenburgischen Akademie der Wissenschaften – gestiftet von der Commerzbank-Stiftung – für herausragende Leistungen auf dem Gebiet der Grundlagen des Rechts und der Wirtschaft (2017)
- Fellow am Wissenschaftskolleg zu Berlin (2019/2020)
- Gottfried Wilhelm Leibniz-Preis (2022)
- Mitglied der Academia Europaea (2022)[6]
- Aufnahme als Mitglied der Sektion Kulturwissenschaften in die Nationale Akademie der Wissenschaften Leopoldina (2022)

## Schriften (Auswahl)
- Materialisierung, Flexibilisierung, Richterfreiheit: Generalklauseln im Spiegel der Antinomien des Privatrechtsdenkens. Mohr Siebeck, Tübingen 2005, ISBN 978-3-16-148461-2.
- mit Hans Christoph Grigoleit: Schuldrecht III. Bereicherungsrecht. C.H.Beck, München 2009, ISBN 978-3-406-57785-7.
- Der privatrechtliche Diskurs der Moderne, Mohr Siebeck, Tübingen 2014, ISBN 978-3-16-152573-5.
- Cantus firmus der Moderne. Rechtstheorie in der Berliner Republik. In: Thomas Duve, Stefan Ruppert (Hrsg.): Rechtswissenschaft in der Berliner Republik. Suhrkamp, Berlin 2018, ISBN 978-3-518-29830-5, S. 121–146.
- Zum Erkenntnisziel der Rechtstheorie. Philosophische Grundlagen multidisziplinärer Rechtswissenschaft, Nomos, Baden-Baden (2018), ISBN 978-3-8487-4849-5.